# Толкание ядра

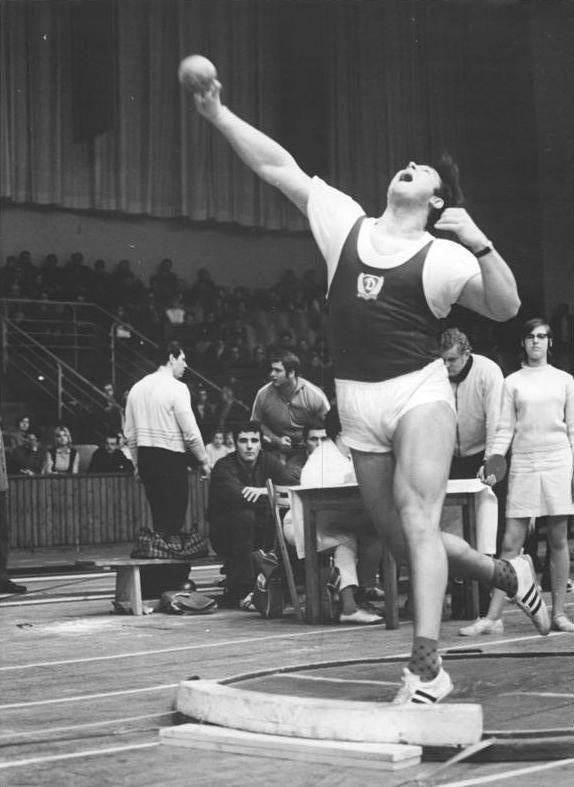
Завершающая фаза толкания ядра (выпрыгивание из полуприседа). Хартмут Бризеник, ГДР

Толка́ние ядра́ — соревнование по толканию на дальность толкающим движением руки специального спортивного снаряда — ядра. Дисциплина относится к метаниям и входит в технические виды легкоатлетической программы. Требует от спортсменов взрывной силы и скорости (мощи), ловкости. Является олимпийской дисциплиной лёгкой атлетики для мужчин с 1896 года, для женщин с 1948 года. Входит в состав легкоатлетического многоборья.
Технически, наряду с толканием ядра, название «толкание», как способу движения, возможно применить к метанию копья.

## Правила

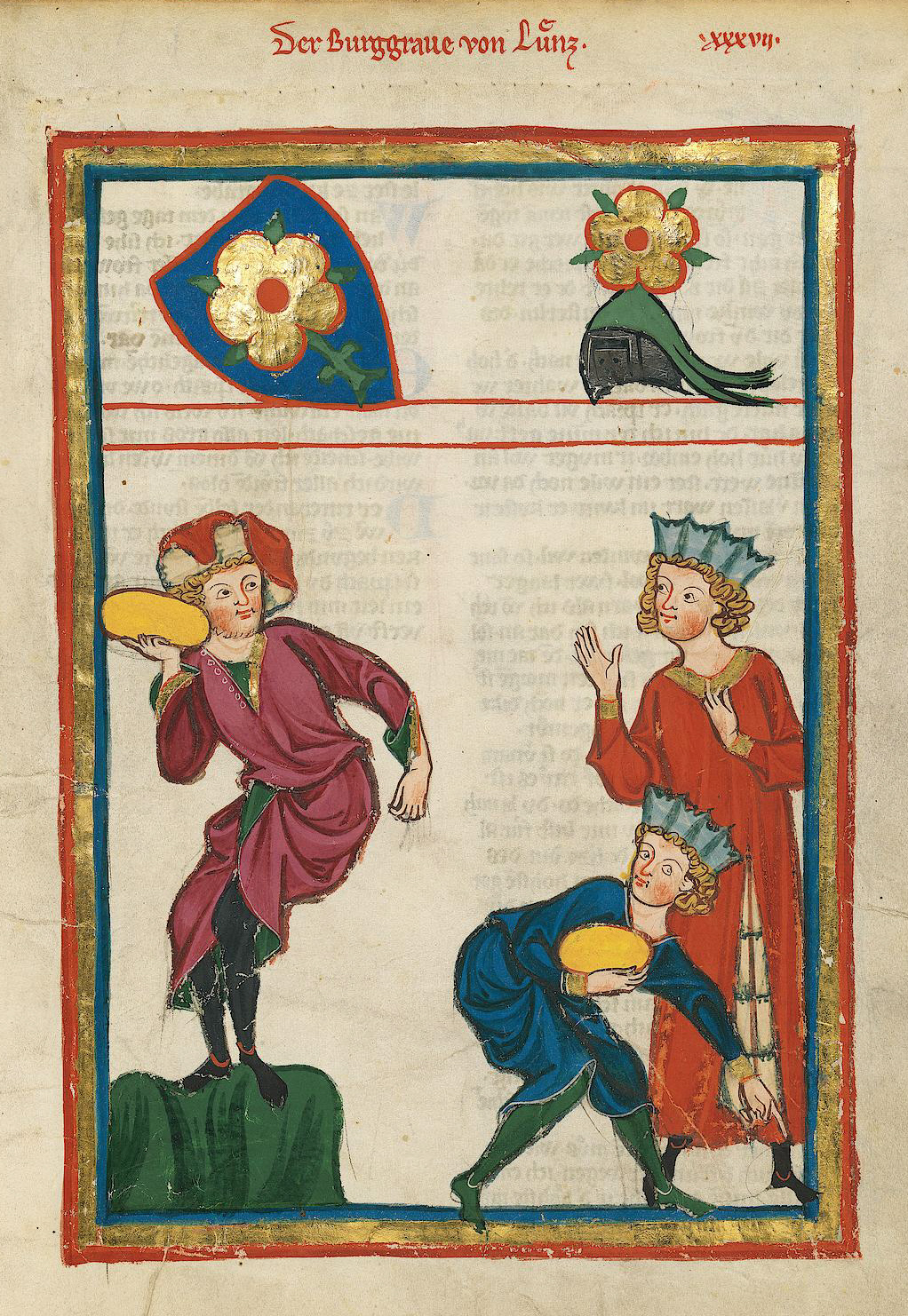
Толкание камней предшествовало толканию ядра в Средневековье и Античности

Участники соревнований выполняют бросок в секторе размером 35°, вершина которого начинается в центре круга диаметром 2,135 метра. Расстояние броска измеряется как расстояние от внутренней окружности этого круга до точки падения снаряда. В настоящее время официально принятыми параметрами снаряда являются вес ядра и его диаметр. Для мужчин — 7,260 кг и 120—129 мм, у женщин — 4 кг и 100—109 мм. Ядро должно быть достаточно гладким — отвечать классу шероховатости поверхности № 7.
В официальных соревнованиях участники обычно выполняют 6 попыток. Если участников больше 8, то после 3 первых попыток отбираются 8 лучших, и в следующих 3 попытках они разыгрывают лучшего по максимальному результату в 6 попытках.
Как только спортсмен займет положение в круге перед началом выполнения попытки, ядро должно касаться или быть зафиксировано у шеи или подбородка, и кисть руки не должна опускаться ниже этого положения во время толкания. Ядро не должно отводиться за линию плеч.
Толкать ядро разрешается одной рукой, запрещено использование каких-либо перчаток. Запрещается также бинтование ладони или пальцев. В случае, если у спортсмена забинтована рана, он должен показать руку судье, и тот примет решение о допуске атлета к соревнованиям.

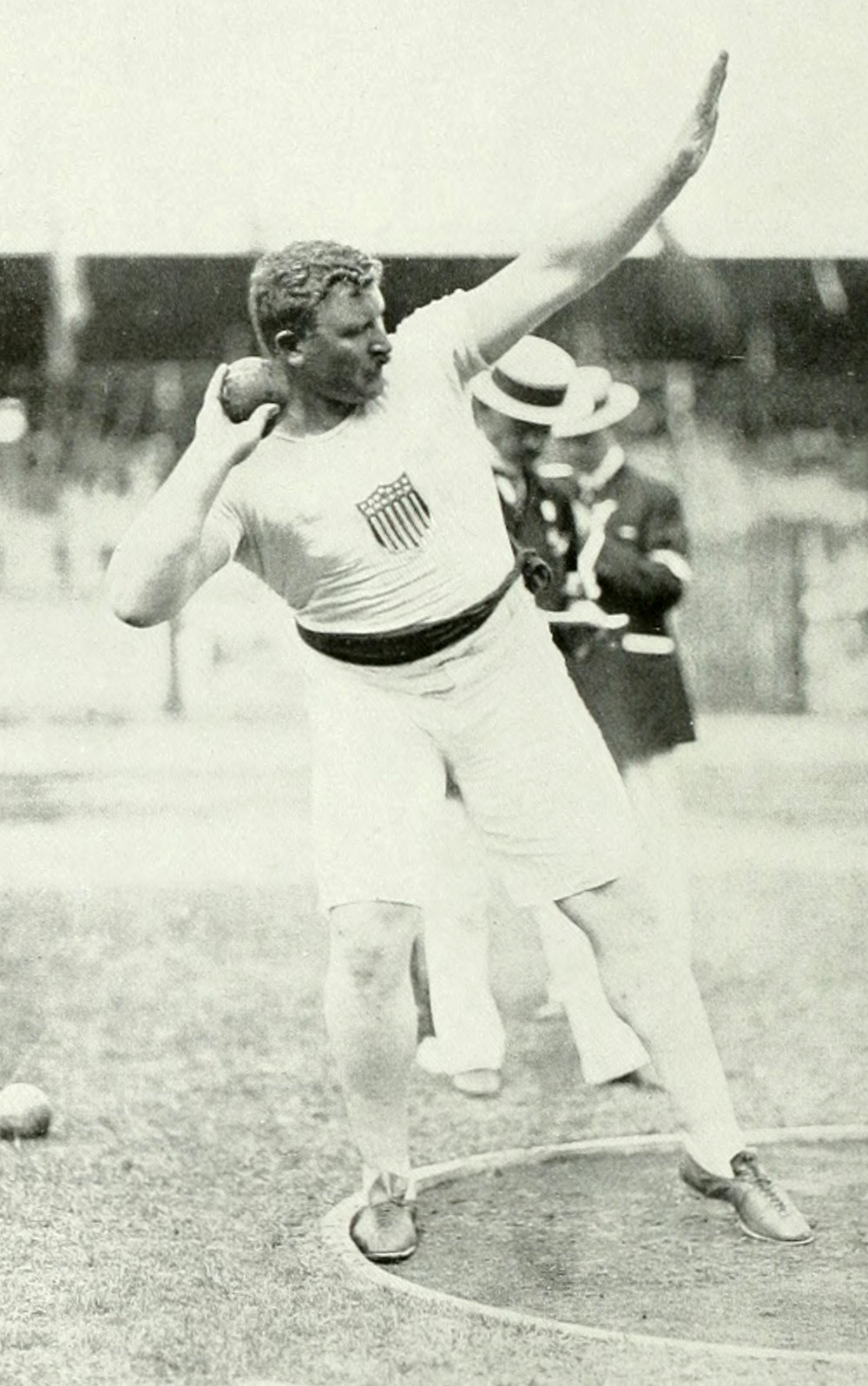
Олимпийский чемпион 1912 года Патрик Макдональд (США)

Типичная ошибка — это выход из круга или просто касание верхнего края бортика круга при выполнении толчка до того, как спортсмен закончит выполнять попытку и выйдет назад. Иногда при выполнении неудачной попытки спортсмены нарочно выходят вперёд из круга, чтобы их попытка не измерялась.

## Техника толкания

### Классическая (XIX век)
Толкание ядра, как и многие другие дисциплины лёгкой атлетики, берёт своё начало в Англии в середине XIX века, когда начали проводиться первые соревнования в метании (толкании) ядра весом 16 фунтов (7,257 кг) из круга диаметром 7 футов (2,134 м). Первый мировой рекорд датируется 1866 годом — 10,62 м. Техника того времени была примитивна, атлеты не использовали всю площадь круга и толкали, прыгая на одной ноге вперёд. Интересно, что до 1912 года выявлялся чемпион по лучшей попытке при толчке с обеих рук, и даже определяли сумму толчка с обеих рук — так поощрялось гармоничное развитие атлетов.
Так продолжалось до 1950 года, когда Джеймсом Фуксом был установлен последний мировой рекорд путём классического скачка, стоя лицом по направлению полёта ядра — 17,95 м.
В настоящее время, классическая техника толкания ядра лицом вперёд из высокой стойки и из низкой стойки используется как одно из вспомогательных упражнений при подготовке атлетов.

### Со скачка

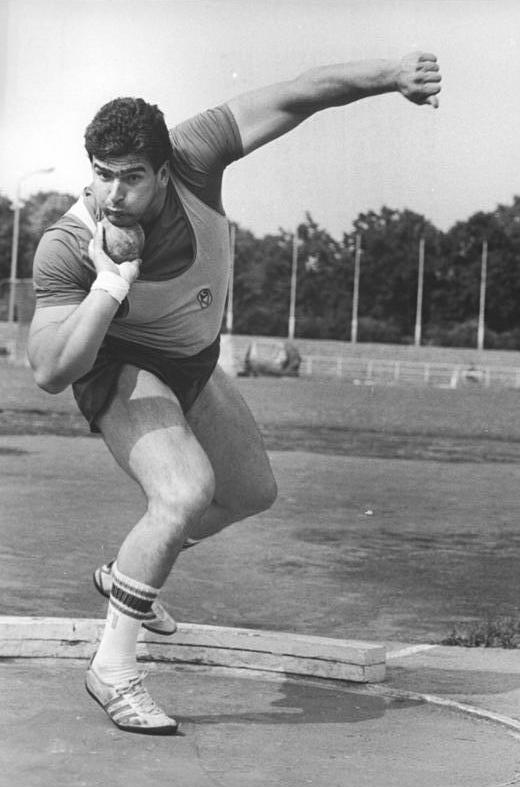
Фаза начала движения после скачка, при толкании ядра со скачка. Удо Байер (ГДР)

В 1950-е годы выдающийся американский атлет Пери О’Брайен кардинальным образом усовершенствовал технику толкания ядра со скачка, из положения спиной к направлению полёта ядра (иногда также называемую «хлёст туловищем», в США её называют англ. glide). Атлет начинает движение, стоя спиной к будущему направлению толчка, отклоняется далеко вперёд, вынося ядро за пределы круга. Затем мощным движением, поворачиваясь на 180 градусов и одновременно распрямляясь, посылает ядро вперёд и вверх. Пери О’Брайен десять раз бил мировые рекорды, пройдя отметки 18 и 19 метров, заложив основы современной техники толчка.
Данная техника особенно популярна в России, ею пользуются атлеты многих других стран, и она имеет большее распространение по сравнению с другими техниками у толкательниц-женщин.

Начальная фаза толкания ядра с поворота

### С поворота
- В 1970-х годах была разработана новая оригинальная техника толкания ядра с поворота (в США её называют англ. spin или англ. rotational). Её автор[5] — выдающийся советский тренер Виктор Ильич Алексеев. Его ученик Александр Барышников первым в мире достиг рубежа 22 метра, используя новую технику[6]. Сам Алексеев называл разработанную им технику просто «вариантом» (также она именуется «способом кругового маха», в противоположность «линейному маху» при толкании со скачка, либо «дисковый способ»)[7]. Выполняя толчок, спортсмен становится спиной к сектору и, выполнив полтора оборота, толкает ядро. На современном этапе развития лёгкой атлетики техника толкания ядра с поворота у мужчин-атлетов значительно более популярна в мире. Рекордсмен мира Райан Краузер, экс-рекордсмен мира Рэнди Барнс (23,12 м), как и все ведущие мужчины-атлеты США (Адам Нельсон, Кристиан Кантуэлл, Риз Хоффа), использовали и используют именно его. На Чемпионате мира по лёгкой атлетике 2022 года в американском Юджине в финальных соревнованиях не было ни одного спортсмена, толкающего со скачка.

Однако третий в истории толкании ядра результат был показан Ульфом Тиммерманом (ГДР) — 23,06 м, старым способом со скачка, поэтому оба эти способа и по сей день конкурируют.

## Современное состояние
С самого появления толкания ядра как отдельной дисциплины и по наши дни у мужчин в ней доминируют американские атлеты. В разное время вызов им бросали спортсмены СССР, ГДР, а затем Украины и Беларуси.
У женщин толкание ядра стало популярным видом на послевоенных олимпиадах, начиная с 1948 года. Долгие годы доминировали в этой дисциплине спортсменки СССР, ГДР и Чехословакии. В настоящее время тон задают спортсменки Новой Зеландии, России и Китая.

## Рекорды
| Рекорд                                 | Спортсмен          | Страна       | Дата            | Место                           |
| -------------------------------------- | ------------------ | ------------ | --------------- | ------------------------------- |
| Мировой рекорд — открытые стадионы     |                    |              |                 |                                 |
| 23,56 м                                | Райан Краузер      | США          | 27 мая 2023     | Лос-Анджелес, США               |
| 22,63 м                                | Наталья Лисовская  | СССР         | 7 июня 1987     | Москва, СССР                    |
| Мировой рекорд — закрытый манеж        |                    |              |                 |                                 |
| 22,82 м                                | Райан Краузер      | США          | 24 января 2021  | Фейетвилл, США                  |
| 22,50 м                                | Гелена Фибингерова | Чехословакия | 19 февраля 1977 | Яблонец-над-Нисоу, Чехословакия |
| Олимпийский рекорд                     |                    |              |                 |                                 |
| 23,30 м                                | Райан Краузер      | США          | 5 августа 2021  | Токио, Япония                   |
| 22,41 м                                | Илона Слупянек     | ГДР          | 24 июля 1980    | Москва, СССР                    |
| Европейский рекорд - открытые стадионы |                    |              |                 |                                 |
| 23,06 м                                | Ульф Тиммерман     | ГДР          | 22 мая 1988     | Ханья, Греция                   |
| 22,63 м                                | Наталья Лисовская  | СССР         | 7 июня 1987     | Москва, СССР                    |
| Европейский рекорд — закрытый манеж    |                    |              |                 |                                 |
| 22,55 м                                | Тиммерман, Ульф    | ГДР          | 11 февраля 1989 | Зенфтенберг, ГДР                |
| 22,50 м                                | Гелена Фибингерова | Чехословакия | 19 февраля 1977 | Яблонец-над-Нисоу, Чехословакия |

- Хронология мировых рекордов в толкании ядра (мужчины)
- Хронология мировых рекордов в толкании ядра (женщины)

## Известнейшие атлеты
- Перри О’Брайен (США)
- Рэнди Барнс (США)
- Удо Байер (ГДР)
- Ульф Тиммерман (ГДР)
- Брайен Олдфилд (США)
- Александр Барышников (СССР)
- Райан Краузер (США)
- Тамара Пресс (СССР)
- Наталья Лисовская (СССР)
- Илона Слупянек (ГДР)
- Надежда Чижова (СССР)
- Валери Адамс (Новая Зеландия)

## Интересные факты
Мужское ядро потяжелело на 3 грамма после Олимпийских игр в Москве (1980).
Финал соревнований по толканию ядра в ходе Олимпийских игр в Афинах (2004) проводился на территории древнего стадиона в Олимпии. Сначала там хотели провести соревнования по метанию диска или копья, но выбрали более безопасное толкание ядра.